# 서울특별시도 제31호선
서울특별시도 제31호선 (장지 ~ 성수선)은 서울특별시 송파구 장지동에서 시작하여 자양사거리를 지나 서울특별시 성동구 성수동1가에서 끝나는 도로 노선이다.

## 주요 경유지
서울특별시
- 송파구 (장지동 - 문정동 - 가락동 - 송파동 - 석촌동 - 신천동 - 잠실동)
- 광진구 (자양동 - 화양동)
- 성동구 (성수동2가 - 성수동1가)

## 노선
| 구간                                  | 이름                                                                | 접속 노선                                                 | 소재지                       | 소재지                       | 비고                         |
| 국도 제3호선 (성남대로) 직결          | 국도 제3호선 (성남대로) 직결                                        | 국도 제3호선 (성남대로) 직결                              | 국도 제3호선 (성남대로) 직결 | 국도 제3호선 (성남대로) 직결 | 국도 제3호선 (성남대로) 직결 |
| ------------------------------------- | ------------------------------------------------------------------- | --------------------------------------------------------- | ---------------------------- | ---------------------------- | ---------------------------- |
| 송파대로                              | 복정역 교차로                                                       | 서울특별시도 제27호선 (헌릉로) 지방도 제342호선 (헌릉로)  | 서울특별시                   | 송파구                       |                              |
| 송파대로                              | 장지교 교차로                                                       | 서울특별시도 제3102호선 (탄천동로) 위례중앙로             | 서울특별시                   | 송파구                       |                              |
| 송파대로                              | 장지교                                                              |                                                           | 서울특별시                   | 송파구                       | 장지천                       |
| 송파대로                              | 장지역                                                              | 충민로                                                    | 서울특별시                   | 송파구                       |                              |
| 송파대로                              | 건영아파트앞 사거리                                                 | 새말로                                                    | 서울특별시                   | 송파구                       |                              |
| 송파대로                              | 문정역 교차로                                                       | 문정로                                                    | 서울특별시                   | 송파구                       |                              |
| 송파대로                              | 올림픽훼밀리타운 교차로                                             | 동남로                                                    | 서울특별시                   | 송파구                       |                              |
| 송파대로                              | 가락시장역 교차로                                                   | 서울특별시도 제4101호선 (중대로)                          | 서울특별시                   | 송파구                       |                              |
| 송파대로                              | 가락시장 교차로                                                     | 서울특별시도 제42호선 (양재대로)                          | 서울특별시                   | 송파구                       | 송파지하차도 구간            |
| 송파대로                              | 송파역                                                              |                                                           | 서울특별시                   | 송파구                       |                              |
| 송파대로                              | 송파사거리                                                          | 가락로                                                    | 서울특별시                   | 송파구                       |                              |
| 송파대로                              | 석촌역 교차로                                                       | 서울특별시도 제0501호선 (백제고분로)                      | 서울특별시                   | 송파구                       |                              |
| 송파대로                              | 석촌호수 교차로                                                     | 석촌호수로                                                | 서울특별시                   | 송파구                       |                              |
| 송파대로                              | 잠실호수교                                                          |                                                           | 서울특별시                   | 송파구                       | 석촌호수                     |
| 송파대로                              | 석촌호수 교차로                                                     | 잠실로                                                    | 서울특별시                   | 송파구                       |                              |
| 송파대로                              | 잠실역 교차로                                                       | 서울특별시도 제44호선 (올림픽로)                          | 서울특별시                   | 송파구                       |                              |
| 송파대로                              | 잠실대교남단                                                        | 서울특별시도 제3105호선 (올림픽로35길)                    | 서울특별시                   | 송파구                       |                              |
| 송파대로                              | 잠실대교분기점                                                      | 서울특별시도 제05호선 (올림픽대로) 한가람로               | 서울특별시                   | 송파구                       |                              |
| 송파대로                              | 잠실대교                                                            |                                                           | 서울특별시                   | 송파구                       |                              |
| 송파대로                              | 광진구                                                              |                                                           | 서울특별시                   |                              |                              |
| 송파대로                              | 잠실대교북단                                                        | 국도 제46호선 (강변북로) 서울특별시도 제04호선 (강변북로) | 서울특별시                   |                              |                              |
| 자양로                                | 잠실대교북단                                                        | 국도 제46호선 (강변북로) 서울특별시도 제04호선 (강변북로) | 서울특별시                   |                              |                              |
| 잠실대교북단                          | 서울특별시도 제3111호선 (뚝섬로)                                    |                                                           | 서울특별시                   |                              |                              |
| 자양사거리 (구의역)                   |                                                                     |                                                           | 서울특별시                   |                              |                              |
| 아차산로                              |                                                                     |                                                           | 서울특별시                   |                              |                              |
| (명칭미상)                            | 자양강변로                                                          |                                                           | 서울특별시                   |                              |                              |
| (건국대학교)                          | 아차산로36길                                                        |                                                           | 서울특별시                   |                              |                              |
| 건대입구역 교차로 (건국대학교병원)    | 서울특별시도 제0405호선 (능동로)                                    | 철도역사 하부 통과                                        | 서울특별시                   |                              |                              |
| 성수사거리                            | 국도 제47호선 (동일로) 서울특별시도 제32호선 (동일로)               |                                                           | 서울특별시                   |                              |                              |
| 성수사거리                            | 국도 제47호선 (동일로) 서울특별시도 제32호선 (동일로)               | 성동구                                                    | 서울특별시                   |                              |                              |
| 성수역                                | 성수이로                                                            | 철도역사 하부 통과                                        | 서울특별시                   |                              |                              |
| 경동초등학교입구 교차로               | 성수일로                                                            |                                                           | 서울특별시                   |                              |                              |
| 뚝섬역                                |                                                                     | 철도역사 하부 통과                                        | 서울특별시                   |                              |                              |
| 뚝섬역 교차로                         | 왕십리로                                                            |                                                           | 서울특별시                   |                              |                              |
| 뚝섬역 교차로                         | 왕십리로                                                            | 왕십리로                                                  | 서울특별시                   |                              |                              |
| 성동교 교차로                         | 서울특별시도 제48호선 (광나루로) 서울특별시도 제3001호선 (광나루로) |                                                           | 서울특별시                   |                              |                              |
| 서울특별시도 제48호선 (광나루로) 직결 |                                                                     |                                                           |                              |                              |                              |